# Aeroportul Internațional „George Enescu” Bacău
Aeroportul Internațional „George Enescu” (Aeroportul Internațional Bacău, cod IATA: BCM, cod ICAO: LRBC) este un aeroport internațional situat la periferia orașului Bacău, România.
În proximititatea aeroportului se află Baza aeriană 95 Bacău.

## Istoric
Primele documente care menționează activitatea aviatică în zona Bacăului datează din era de pionierat a domeniului. Evenimente de acest gen sunt menționate aici din timpul primului război mondial, demnă de menționat fiind ziua de 23 noiembrie 1917, când un avion transportând fluturași cu mesaje privind Marea Unire a aterizat pe aerodromul Bacău. 
Aeroportul a fost deschis pentru transportul public de pasageri și bunuri pe data de 1 aprilie 1946. Pista are o lungime de 2500 metri și o lățime de 80 metri. Actualul sediu al aeroportului a fost deschis oficial în anul 1971. În 2005 a fost mărit și modernizat consistent. Pe 30 decembrie 1975 aeroportul din Bacău a fost desemnat prin decret prezidențial „aeroport internațional”, iar in 2002, prin decizia guvernului, acest statut a fost reconfirmat. Amplasarea în vecinătatea drumului european E85 facilitează accesul populației la aeroport.
În 2015, aeroportul Bacău a procesat 364.492 de pasageri. Printre companiile aeriene care operează de pe aeroportul din Bacău se numără Aegean Airlines (curse charter) și Blue Air (curse regulate și charter).
În anul 2017 a fost dat în folosință noul terminal de pasageri. Acesta poate atinge o rată de procesare de 3.000.000 de pasageri anual.  Numărul de pasageri procesați la Bacău în 2017 a fost de 425.733 pasageri. Din sezonul de vară 2018 a fost introdusă cursa Bacău-București (Otopeni).
În ianuarie 2021 a fost finalizată modernizarea pistei, ce a constat în demolarea cele existente și construcția alteia în loc de firma spaniolă FCC Construction. Pista nouă are o lungime de 2.500 de metri și o lățime de 45 de metri și are și o platformă pentru manevrarea înapoi a aeronavelor.

## Linii aeriene și destinații
Bacăul este legat prin curse directe de către aeroporturile din:
| Companii aeriene | Destinații                                                                            |
| ---------------- | ------------------------------------------------------------------------------------- |
| AeroItalia       | Roma-Fiumicino                                                                        |
| Dan Air          | Bruxelles,, Dublin, Londra-Luton, Torino Sezonal: Barcelona, Bergamo, Bologna, Madrid |
| HiSky            | Charter sezonier: Antalya                                                             |
| Wizz Air         | Londra-Luton, Roma-Fiumicino                                                          |

## Trafic
| Luna       | Pasageri 2022 | Pasageri 2023 | Evoluție (2023 vs 2022) | Pasageri 2024 | Evoluție (2024 vs 2023) | Pasageri cumulați 2023 |
| ---------- | ------------- | ------------- | ----------------------- | ------------- | ----------------------- | ---------------------- |
| Ianuarie   | 28.089        | 32.270        | ▲ 14,9%                 | 29.318        | ▼ 9,1%                  | 29.318                 |
| Februarie  | 15.578        | 11.736        | ▼ 24,7%                 | 27.073        | ▲ 130,7%                | 56.391                 |
| Martie     | 27.830        | 14.623        | ▼ 47,4%                 | 28.827        | ▲ 97,1%                 | 85.218                 |
| Aprilie    | 69.401        | 15.553        | ▼ 77,6%                 | 41.235        | ▲ 165,1%                | 126.453                |
| Mai        | 56.233        | 16.681        | ▼ 70,3%                 | 50.381        | ▲ 202,0%                | 176.834                |
| Iunie      | 58.255        | 22.092        | ▼ 62,1%                 | 53.427        | ▲ 141,8%                | 230.261                |
| Iulie      | 77.494        | 23.087        | ▼ 70,2%                 | 68.755        | ▲ 197,8%                | 299.016                |
| August     | 80.988        | 23.278        | ▼ 71,3%                 | 81.423        | ▲ 249,8%                | 380.439                |
| Septembrie | 42.327        | 22.779        | ▼ 46,2%                 | 60.479        | ▲ 165,5%                | 440.918                |
| Octombrie  | 36.242        | 21.172        | ▼ 41,6%                 |               |                         |                        |
| Noiembrie  | 35.827        | 20.412        | ▼ 43%                   |               |                         |                        |
| Decembrie  | 28.063        | 25.113        | ▼ 10,5%                 |               |                         |                        |

| 1               | Londra - Aeroport Luton | 18.207 | Blue Air |
| 2               | Roma-Fiumicino          | 14.502 | Blue Air |
| 3               | Bergamo                 | 11.783 | Blue Air |
| 4               | Torino                  | 11.258 | Blue Air |
| Source:Eurostat |                         |        |          |